# كأس فيتنام 2017
كأس فيتنام 2017 (بالفيتنامية: Giải bóng đá Cúp Quốc gia 2017)‏ هو موسم من كأس فيتنام. كان عدد الأندية المشاركة فيه 21، وفاز فيه نادي سونغ لام نغي أن.